# Sąd dominialny
Sąd dominialny – wiejski sąd ławniczy, który wykształcił się w epoce I Rzeczypospolitej. Funkcjonował pod przewodnictwem urzędnika domena – sołtysa. W sądach wiejskich stosowano prawo niemieckie (więc sądy te występowały we wsiach lokowanych na prawie magdeburskim) z uwzględnieniem miejscowego prawa zwyczajowego. W niektórych latyfundiach znany był sąd dominialny wyższy prawa niemieckiego, zwany sądem zamkowym.